# Сумсько-Прилуцька операція
Су́мсько-Прилу́цька наступа́льна опера́ція (25 серпня — 30 вересня 1943 року) — фронтова наступальна операція радянських військ Воронезького фронту у німецько-радянській війні. Складова частина Чернігівсько-Полтавської стратегічної операції — першого етапу битви за Дніпро.

## Обстановка на серпень 1943 року
Після поразки в Курській битві, німецькі війська залишили будь-яку надію перехоплення ініціативи, вермахт міг вже тільки реагувати на радянські дії.
Гітлер розумів, що його війська не зможуть стримувати радянський наступ. З метою виграшу часу він наказав побудувати міцну лінію оборони в якій головна увага приділялася природним перешкодам, з яких найважливішими були великі річки. Особливого значення німецьке командування надавало лінії захисту на Дніпрі, яку воно вважало основою так званого «східного валу».
З радянської сторони, Ставка Верховного Головнокомандування прагнула максимально використати перемогу в Курській битві. Військам належало розгорнути наступ на фронті від Великих Лук до Азовського моря, в тому числі військам Центрального, Воронезького і Степового фронтів ставилася задача звільнити Лівобережну Україну наступаючи на фронті від Черкас до Полтави, вийти до Дніпра, форсувати його та захопити плацдарми на правому березі річки, створивши умови для визволення Правобережної України.

## Склад сил сторін на початок операції
До початку операції до складу Воронезького фронту (командувач — генерал армії Ватутін М. Ф.) входили:
- 38-ма армія (генерал-лейтенант Чибісов Н. Є.),
- 40-ва армія (генерал-лейтенант, з вересня генерал-полковник Москаленко К. С.),
- 5-та гвардійська армія (генерал-лейтенант Жадов О. С.),
- 47-ма армія (генерал-лейтенант Жмаченко П. Ф.),
- 27-ма армія (генерал-лейтенант Трофименко С. Г.),
- 52-га армія (генерал-лейтенант Коротеєв К. А.),
- 4-та гвардійська армія (генерал-лейтенант Зигін О. І., з 27 вересня генерал-лейтенант Галанін І. В.),
- 6-та гвардійська армія (генерал-лейтенант Чистяков І. М.),
- 3-тя гвардійська танкова армія (генерал-лейтенант Рибалко П. С.),
- 1-ша танкова армія (генерал-лейтенант Катуков М. Ю.),
- 4-й гвардійський танковий корпус (генерал-майор Полубояров П. П.),
- 1-й гвардійський кавалерійський корпус (генерал-майор Баранов В. К.),
- 2-га повітряна армія (генерал-лейтенант Красовський С. Я.).

Примітка: в ході операції 5-та гвардійська армія 6 вересня передана в склад Степового фронту, 1-ша танкова армія 9 вересня виведена в резерв Ставки ВГК.
Разом: 665 500 чол.
З німецького боку військам Воронезького фронту протистояли 6-та польова і 4-та танкова армії зі складу групи армій «Південь» генерал-фельдмаршала фон Манштейна.
- 4-та танкова армія (командувач генерал-полковник Герман Гот),
- 6-та польова армія (командувач генерал-полковник Карл-Адольф Голлідт),
- 1-ша танкова армія (командувач генерал-полковник Ебергард фон Маккензен),
- 4-й повітряний флот (командувач генерал-полковник Отто Десслох).

## Задум і хід операції

Карта-схема операції

Формально датою початку Сумсько-Прилуцької операції вважається 25 серпня 1943 року, коли війська 27-ї армії перейшли в наступ і в ході запеклих боїв оволоділи Охтиркою.
За задумом Чернігівсько-Полтавської стратегічної операції війська Воронезького фронту мали розгромити угруповання противника в районі північніше Харкова, а потім просуватися на Полтаву, Кременчук з метою захопити переправи на середній течії Дніпра.
Фронт входив в битву без перепочинку і перегрупування, здійснюючи ліквідацію бєлгородсько-харківського угруповання противника (завершальна частина Курської битви 12 липня — 23 серпня): тільки 23 серпня відбивши потужний контрнаступ німецьких військ на Охтирському виступі, радянські війська оволоділи Харковом. Після визволення Харкова значення Охтирки як опорного пункту у загальній системі оборони харківського напряму було втрачено. Загроза оточення охтирського гарнізону, змусила нацистське командування ухвалити рішення 23—24 серпня залишити Охтирку й відвести війська на новий оборонний рубіж.
За споминами маршала Радянського Союзу Василевського О. М. 22 серпня на адресу Г. К. Жукова, який здійснював загальне керівництво стратегічною операцією, 22 серпня надійшла директива Ставки ВГК:
| «План наступу Воронезького фронту з метою до 20.08. опанувати Охтирку явним чином не вдався. Операція по розгрому харківського угруповання противника також затягнулася... Ставка вимагає, аби Ви представили план операції з ліквідації охтирського угруповання противника і оволодіння плацдармом Охтирка, Котельва, Колонтаїв, Пархомівка... Для цього необхідно організувати прорив фронту противника з залученням основних сил артилерії і авіації подібно до того, як це було організовано північніше Бєлгорода. Ця операція за часом повинна бути узгоджена з проривом оборони противника на стику Степового і Південно-Західного фронтів... Праве крило Південно-Західного фронту може почати наступ 26—27.08. План операції представити до кінця дня 22.08., з тим щоб розпочати наступ Воронезького і Степового фронтів не пізніше 27.08.». |
Не зважаючи на те, що командування фронтом своєчасно виявило відхід німецьких військ і прийняло правильне рішення про початок операції на добу раніше, ніж це було заплановано, радянські війська не змогли заволодіти ініціативою — до кінця серпня війська 4-ї танкової армії німців здійсненням рішучих контрударів і манеру по вирівнюванню лінії фронту змогли закрити прорив на південний захід від Охтирки. Одночасно був призупинений наступ радянських військ на ділянці німецької 1-ї танкової армії, однак в ході оборонних боїв її сили були знекровлені.
Манштейн розгадав задум противника будь-якими зусиллями прорватися до Дніпра, але в умовах значної чисельної переваги радянських військ не зміг цьому зарадити: в умовах успішного розвитку наступу Центрального фронту на лівий фланг групи армій «Південь» (2-га польова армія), до 28 серпня 2-га армія змушена була відійти на захід, а 4-та танкова армія — загнути свій лівий фланг — її й без того слабий фронт був ще більше розтягнутий. Це надало стратегічної переваги військам Воронезького фронту — до 2 вересня війська фронту опанували Суми.
Однак, не зважаючи на стратегічний перелом, війська Воронезького фронту значно відставали за темпами наступу від своїх сусідів. Обстановка вимагала внесення змін у план операції. 6 вересня Ставка ВГК змінила напрями наступу фронтів і визначила нові розмежувальні лінії: згідно з директивою Ставки наступ в загальному напрямку мав продовжувати Степовий фронт, а Воронезький фронт націлювався на Київ. Степовому фронту також передавалася 5-та гвардійська армія генерала Жадова.
Розвиваючи наступ на Прилуцькому напрямку до 10 вересня війська фронту просунувшись вперед від 10 до 15 кілометрів, зайняли понад 80 населених пунктів, в тому числі районний центр Сумської області Липова Долина. 12 вересня — опанували місто Гадяч, великі населені пункти Іщенківка, Андріївка, Герасимівка, Погарщина, Розбишівка, Червонознам'янка, Середняк, Петрівка, Малі Будища. 14 вересня — містом Лохвиця, населеними пунктами Засулля, Перекопівка, Свиридівка, Лука, Степуки, Луценки, Яхники, Безсали, Западинці.
Тим не менше, станом на 15 вересня війська фронту значно відставали від лівого крила Центрального фронту. Інколи розрив між військами двох фронтів становив 100—120 кілометрів. Складалася обстановка, коли війська 60-ї і 13-ї армій Центрального фронту могли завдати удар у фланг ворожого угруповання, яке вело бої проти військ правого крила Воронезького фронту і стримувало їх просування, і тим самим перешкодити німецьким військам відійти за Дніпро. Однак радянське командування не скористалося даною перспективою, а німецькі війська врешті-решт отримали наказ про відведення всіх армій групи «Південь» на лінію Мелітополь — Дніпро (до району вище Києва) — Десна. 4-та танкова армія мала завданням переправитися на правий берег Дніпра частиною сил в районі Канева, а головними силами армії — біля Києва і забезпечити встановлення зв'язку за Дніпром з розташованим північніше правим флангом групи армій «Центр». Німецьке командування остерігалося, що лівий фланг групи армій, де перебувала 4-та армія, взагалі може бути відрізаний від Києва.
Остаточно напрямок основного удару Воронезького фронту був визначений в середині вересня — фронт продовжував наступ на київському напрямку, розмежувальна лінія між Центральним і Воронезьким фронтами була відсунута на північ. Головним напрямком останнього став чернігівський (оволодіння військами 60-ї армії Черняховського 19 вересня Прилуками, які перебували за межами розмежувальної лінії фронту, відбулося всупереч розпорядженню командування фронтом).
Розвиваючи успіх на Лівобережній Україні, війська Воронезького фронту вийшли до Дніпра в районі Києва: на 80 кілометрів південніше — навпроти села Букрин та північніше — на лінії Лютіж — Вишгород.
22 вересня 40-ва армія сходу форсувавши Дніпро в районі Переяслава захопила плацдарм на правому березі річки в районі Великого Букрина. З метою ослаблення опору на правому березі Дніпра, радянське командування зважилося висадити на правий берег парашутний десант. Так, 24 вересня 1943 року розпочалася Дніпровська повітряно-десантна операція. Головним завданням операції було утримання повітряним десантом Букринського плацдарму, з метою сприяння зосередженню на ньому необхідної для продовження наступу кількості радянських військ та не допущення прориву військ Вермахту до захоплених загальновійськовими з'єднаннями плацдармів.

## Результати операції
У ході операції радянські війська зазнали значних втрат. Втрати склали 177 504 солдат і офіцерів, у тому числі безповоротні — 46293, санітарні — 131 211 чоловік. Середньодобові втрати сягали майже 5 тисяч бійців у день.
Подальші спроби Воронезького фронту розвивати наступ з Букринського плацдарму виявилися невдалими. Це змусило Ставку призупинити тут бойові дії, аби дати військам можливість краще підготуватися до операції: війська пройшли величезну відстань, втомилися, сильно розтяглися, тили відстали. Ставка відвела час на перегрупування сил, підтягування тилів і техніки, щоб фронт краще підготувався до нового наступу.